# Південний військовий округ (РФ)
Південний військовий округ (ПдВО, іноді зустрічається ПВО) — одна з чотирьох військово-адміністративних одиниць Збройних Сил Російської Федерації на південному заході Росії. Штаб знаходиться у Ростові-на-Дону. Сформований за військової реформою 2008-10 років з Північно-Кавказького військового округу, Чорноморського флоту, Каспійської флотілії й 4-ї Червонопрапорної армії ВПС та ППО.
Південний військовий округ знаходиться в адміністративних межах Північно-Кавказького, Південного й Кримського (в окупованому Криму й Севастополі) федеральних округів. Включає наступні суб'єкти федерації: Республіка Адигея, Республіка Дагестан, Республіка Інгушетія, Кабардино-Балкарська Республіка, Республіка Калмикія, Карачаєво-Черкеська Республіка, Республіка Північна Осетія-Аланія, Чеченська Республіка, Краснодарський, Ставропольський краї, Астраханська, Волгоградська і Ростовська області.
За кордоном включає частину України (Автономна Республіка Крим і місто Севастополь), три військові бази у Південній Осетії, Абхазії (сформовані 1 лютого 2009) й Вірменії.

## Підрозділи

### Сухопутні війська/ВДВ/Морська піхота
- Підрозділи окружного підпорядкування:
  - 175-та Лунинецько-Пінська орденів Олександра Невського і двічі Червоної Зірки бригада управління (Аксай, Ростовська обл.)
  - 176-та окрема бригада зв'язку (територіальна) (Світанок, Ростовська область)
  - 100-та окрема розвідувальна бригада (на озброєнні безпілотники) (Моздок-7)
  - 439-та гвардійська реактивна артилерійська Перекопська ордена Кутузова бригада (Знам'янськ, Астраханська обл., 12 9А52 «Смерч»)
  - 11-та окрема гвардійська інженерна Кінгісеппська Червонопрапорна, ордена Олександра Невського бригада (Каменськ-Шахтинський, Ростовська обл.)
  - 28-ма окрема бригада радіаційного, хімічного і біологічного захисту (Камишин, Волгоградська обл.)
  - 1270-й окремий центр радіоелектронної боротьби (Ковалівка, Ростовська обл.)
  - 37-ма окрема залізнична бригада (Волгоград)
  - 39-та окрема залізнична бригада (Краснодар)
  - 333-й окремий понтонно-мостовий залізничний батальйон (Волгоград)
  - Центр гірської підготовки збройних сил Росії (Баксанська ущелина, Кабардино-Балкарія)
  - 54-й центр підготовки розвідувальних підрозділів (Володикавказ)
  - 27-й навчальний центр залізничних військ (Волгоград)

- 49-та загальновійськова армія (Ставрополь):
  - 34-та окрема мотострілецька бригада (гірська) (Зеленчуцька, Карачаєво-Черкесія)
  - 205-та окрема мотострілецька козацька бригада (Будьонівськ, Ставропольський край)
  - 7-ма військова Краснодарська Червонопрапорна орденів Кутузова та Червоної Зірки база (Гудаута, Республіка Абхазія)
  - 7016-та база зберігання та ремонту озброєння і техніки (Майкоп, Адигея, 24 9П140 «Ураган», 36 152мм 2А65 «Мста-Б», 12 100мм МТ 12, 36 9П149 «Штурм-С»)
  - 66-та Одеська Червонопрапорна, ордена Олександра Невського бригада управління (Ставрополь)
  - 95-й окремий батальйон радіоелектронної боротьби (Моздок)
  - 99-та окрема бригада матеріально-технічного забезпечення (Майкоп)

- 58-ма загальновійськова армія (Володикавказ):
  - 42-га гвардійська мотострілецька Євпаторійська Червонопрапорна дивізія (Ханкала, Чечня)
  - 19-та окрема мотострілецька Воронезько-Шумлінская Червонопрапорна орденів Суворова і Трудового Червоного Прапора бригада (Супутник, Володикавказ)
  - 136-та окрема гвардійська мотострілецька Умансько-Берлінська Червонопрапорна орденів Суворова, Кутузова і Богдана Хмельницького бригада (Буйнакськ, Республіка Дагестан)
  - 1-ша гвардійська ракетна бригада (Краснодар)
  - 291-ша артилерійська бригада (Троїцька, Інгушетія)
  - 943-й реактивний артилерійський полк (Червоножовтневий, Адигея)
  - 573-й окремий розвідувальний артилерійський дивізіон (Червоножовтневий, Адигея)
  - 67-я зенітно-ракетна бригада (Супутник, Володикавказ)
  - 234-та бригада управління (Володикавказ)
  - 31-й інженерно-саперний полк (Прохолодний, Кабардино-Балкарія)
  - 97-й окремий батальйон радіоелектронної боротьби (Володикавказ)
  - 78-ма окрема бригада матеріально-технічного забезпечення (Прохолодний, Кабардино-Балкарія)
- 8-ма гвардійська загальновійськова армія (місто Новочеркаськ)
  - 150-та мотострілецька дивізія (місто Новочеркаськ).
  - 20-та окрема гвардійська мотострілецька Прикарпатсько-Берлінська Червонопрапорна ордена Суворова дивізія (Волгоград)

- Російські військові бази сухопутних військ за кордоном:
  - 4-та гвардійська військова Вапнярсько-Берлінська Червонопрапорна, орденів Суворова і Кутузова база (Цхінвалі, Південна Осетія / Грузія)
  - 102-га військова база (Гюмрі, Республіка Вірменія)
  - 7-я військова Краснодарська Червонопрапорна орденів Кутузова та Червоної Зірки база (Гудаута, Республіка Абхазія / Грузія)

- Повітряно-десантні війська:
  - 7-ма гвардійська десантно-штурмова (гірська) дивізія (Новоросійськ)
  - 56-та окрема гвардійська десантно-штурмова ордена Вітчизняної війни бригада (Камишин)

- Розвідка:
  - 10-та окрема ордена Жукова бригада спеціального призначення (Молькін, Гарячий Ключ, Краснодарський край)
  - 22-га окрема гвардійська бригада спеціального призначення (Степовий, Ростовська обл.)
  - 346-та окрема бригада спеціального призначення (Прохолодний, Кабардино-Балкарія)
  - 25-й окремий полк спеціального призначення (Ставрополь)
  - 154-та окрема радіотехнічна бригада особливого призначення (Ізобільний, Ставропольський край)
  - 74-й окремий радіотехнічний полк особливого призначення (Володикавказ)

- Частини морської піхоти та берегової оборони:
  - 382-й окремий батальйон морської піхоти (Темрюк, Краснодарський край)
  - 11-та окрема берегова ракетно-артилерійська бригада (Уташ, Краснодарський край)
  - 137-й розвідувальний пункт (Туапсе, Краснодарський край)
  - 136-й загін спеціального призначення боротьби з протидиверсійних силами і засобами (Новоросійськ)
  - 414-й окремий батальйон морської піхоти (Каспійськ, Дагестан)
  - 727-й окремий батальйон морської піхоти (Астрахань)
  - 46-й окремий береговий ракетний дивізіон (Каспійськ, Дагестан)
  - 137-й загін спеціального призначення боротьби з протидиверсійними силами і засобами (Махачкала, Дагестан)[1]

- Російські підрозділи морської піхоти та берегової оборони за кордоном:
  - 810-та окрема бригада морської піхоти (Севастополь)
  - 22-й армійський корпус (Севастополь)
  - 8-й окремий артилерійський полк (Сімферополь)[2]
  - 126-та окрема Горлівська Червонопрапорна, ордена Суворова бригада берегової оборони (Перевальне, Крим)[3]
  - 1096-й окремий зенітний ракетний полк (Севастополь)
  - 475-й окремий центр радіоелектронної боротьби (Севастополь)
  - 529-й Червонопрапорний вузол зв'язку (Севастополь)
  - 102-й загін спеціального призначення боротьби з протидиверсійних силами і засобами (Севастополь)

На озброєнні військ ПдВО:
- приблизно 400 танків (порівну Т-72 і Т-90);
- близько 1 тис. БМП і БМД, приблизно 250 колісних (в основному БТР-80) і до 800 гусеничних (МТЛБ і БТР-Д) БТР;
- до 450 САУ, приблизно 250 гармат польової артилерії, понад 200 мінометів, понад 250 РСЗВ (в тому числі найпотужніші РСЗВ «Смерч» і єдині у ЗС РФ новітні РСЗВ «Торнадо»);
- понад 150 ПТРК;
- понад 200 ПУ ЗРК військової ППО (С-300В, «Бук», «Тор», «Оса», «Стріла-10»), понад 50 ЗРПК «Тунгуска».

На озброєнні армійської авіації, в якій:
- понад 100 бойових вертольотів (не менше 10 Ка-52, понад 30 Мі-28Н, не менше 50 Мі-24/35),
- 12 важких транспортних Мі-26,
- понад 60 багатоцільових Мі-8 / 17.

### ВПСіППО
- 4-те командування ВПС і ППО

Угруповання наземної ППО на території ПдВО включає лише 3 зенітно-ракетних полки, причому один з них, насправді, аналогічний єдиною в окрузі зенітно-ракетній бригаді сухопутних військ з ЗРК «Бук». Другий зенітно-ракетний полк ПдВО (під Новоросійськом) отримав ЗРС С-400. У ПдВО (в Астраханській області) знаходиться навчальний центр бойової підготовки ЗРВ на полігоні Ашулук, де є два боєготових дивізіони С-300П.
ВПС ПдВО включають:
- 100 фронтових бомбардувальників Су-24,
- понад 80 штурмовиків Су-25,
- близько 100 винищувачів (МіГ-29, Су-27, Су-30).

### ВМФ
- Чорноморський флот. Севастополь
  - Севастопольська військово-морська база (Севастополь)
  - Новоросійська військово-морська база (Новоросійськ)
- Каспійська флотилія (Астрахань, Каспійськ, Махачкала)

### Чорноморський флот
У складі Чорноморського флоту;
- 2 підводних човни (по одній проєкт 877 і 641Б),
- флагманський гвардійський ракетний крейсер «Москва» проєкт 1164,
- великий протичовновий корабель «Керч» проєкт 1134Б,
- 3 сторожових кораблі (по одному проєктів 01090, 1135 і 1135М),
- 5 малих протичовнових кораблів (МПК проєкт 1124М і один проєкту 1124),
- 4 малих ракетних кораблі (по два проєктів 1239 і 12341),
- 5 ракетних катерів (один проєкту 12417, чотири проєкту 12411),
- 11 тральщиків,
- 7 великих десантних кораблів (три проєкту 1171, чотири проєкту 775).

### Каспійська флотилія
До складу Каспійської флотилії входять:
- 2 сторожових корабля проєкту 1661 (другий з них, «Дагестан», озброєний ракетним комплексом «Калібр-НК», здатними завдавати ударів по надводних і наземних цілях),
- 3 малих артилерійських корабля проєкту 21630,
- 1 ракетний катер проєкту 12412,
- 3 ракетних катери проєкту 206МР і два проєкту 1241 (один з яких перероблений в артилерійський),
- 4 бронекатера проєкту 1204,
- 7 тральщиків,
- 6 десантних катерів[4].

### Внутрішні війська МВС
Налічують 26,5 тисячі осіб, 700 бронетранспортер й бойових машин піхоти, озброєні крупно-каліберними кулеметами і артилерійськими гарматами, калібром до 100 мм.
У 2010 на базі загону спецпризначення в ст. Наурська Чечні створений артилерійський полк, на озброєнні якого 122 мм гаубиці Д-30.
Дислокуються частини ВВ у всіх регіонах Південного військового округу. Оперативно підпорядковані ПдВО.
- 47-ма окрема бригада оперативного призначення (до січня 2002 р 2-га дивізія оперативного призначення (Краснодар) військова частина 3702, включаючи 244-й окремий батальйон зв'язку, військова частина 3774); 1923 осіб, 34 БМП)
- 49-а (до січня 2002 99-а) дивізія оперативного призначення (Владикавказ) військова частина 3748 (включаючи двісті сорок третього окремий батальйон зв'язку, в/ч 3773, 674-й полк оперативного призначення, Моздок, військова частина 3737, 121-й полк оперативного призначення (військова частина 3723, Нальчик)
- 50-та окрема бригада оперативного призначення. До зими 2006 року називалася 100-та дивізією оперативного призначення (Новочеркаськ). Дивізія складалася з 3-х полків оперативного призначення, танкового полку, який надалі був скорочений до танкового батальйону, військових частин забезпечення. 2006 року один полк оперативного призначення переформували в спеціальний моторизований полк, танковий батальйон був скорочений у повному складі, 4-й окремий артилерійський дивізіон був переданий до складу 46-ї окремої бригади оперативного призначення, У червні 2011 року 50-та окрема бригада оперативного призначення переформована і значно скорочена (скорочений інженерно-саперний батальйон, окремий батальйон матеріального забезпечення, 3 оперативних полку, батальйон зв'язку
- 22-га окрема бригада оперативного призначення (Калач-на-Дону, військова частина 3642). — 1871 чол, 31 БМП
- 46-я окрема ордена Жукова бригада оперативного призначення (Чечня) — близько 15 тисяч осіб. Понад 150 БТР (до 2000 року 101-я особлива бригада оперативного призначення).
- 30-й загін спеціального призначення «Святогір» (військова частина 5559)
- 102-га окрема бригада оперативного призначення (Махачкала), військова частина 6752
- 56-я окрема бригада оперативного призначення (П'ятигірськ), військова частина 7427
- 372-й окремий батальйон (Зеленокумськ), військова частина 3772
- 346-й окремий батальйон (Благодатний), військова частина 6774
- 398-й окремий батальйон (Астрахань), військова частина 6499
- Окремий вертолітний полк (Ростов-на-Дону, військова частина 3686). — 777 чол, 2 Мі-24, Мі-8
- Вертолітна частина — 439 чол, 2 Мі-24 і Мі-8.
- 127-й спеціальний моторизований полк («Олімпійський») (Сочі), військова частина 3662
- 139-й спеціальний моторизований полк (колишній 377-й окремий батальйон оперативного призначення, колишній 66-й полк оперативного призначення) (Краснодар), військова частина 3703
- 390-й спеціальний моторизований батальйон (Волгоград), військова частина 7461
- у складі регіонального командування є військові частини з охорони важливих державних об'єктів
- у складі регіонального командування є навчальні центри з підготовки різних фахівців,
- у складі регіонального командування є два госпіталі (П'ятигірськ, Новочеркаськ)
- у складі регіонального командування є полк охорони та забезпечення управління Північно-Кавказького регіонального командування Внутрішніх військ.
- 7-й загін спеціального призначення «Росич» (військова частина 3719) (Новочеркаськ)
- 15-й загін спеціального призначення «Вятіч» (військова частина 6761) (Армавір)
- 17-й загін спеціального призначення «Едельвейс» (військова частина 6762) (Мінеральні Води)
- 34-й загін спеціального призначення (військова частина 6775) (Грозний)

Підрозділи Внутрішніх військ МВС Росії за кордоном:
- 35-й загін спеціального призначення «Русь» (м. Сімферополь)
- 112-та окрема бригада оперативного призначення (Сімферополь), військова частина 3009
- Окремий моторизований батальйон оперативного призначення (Євпаторія), військова частина 3055
- Окремий моторизований батальйон оперативного призначення (Гаспра), військова частина 3058
- 42-й окремий моторизований полк оперативного призначення (Севастополь), військова частина 4110
- 47-й окремий моторизований полк оперативного призначення (Судак) військова частина 4125

## Командування
Командувач:
- 2016 — дотепер[джерело?] — Дворников Олександр Володимирович

Заступники командувача:
- (серпень 2016 — січень 2019) Гурулєв Андрій Вікторович

Начальники артилерії:
- (2015) Ярощук Степан Степанович